# 류쓰케이자이 대학 축구부

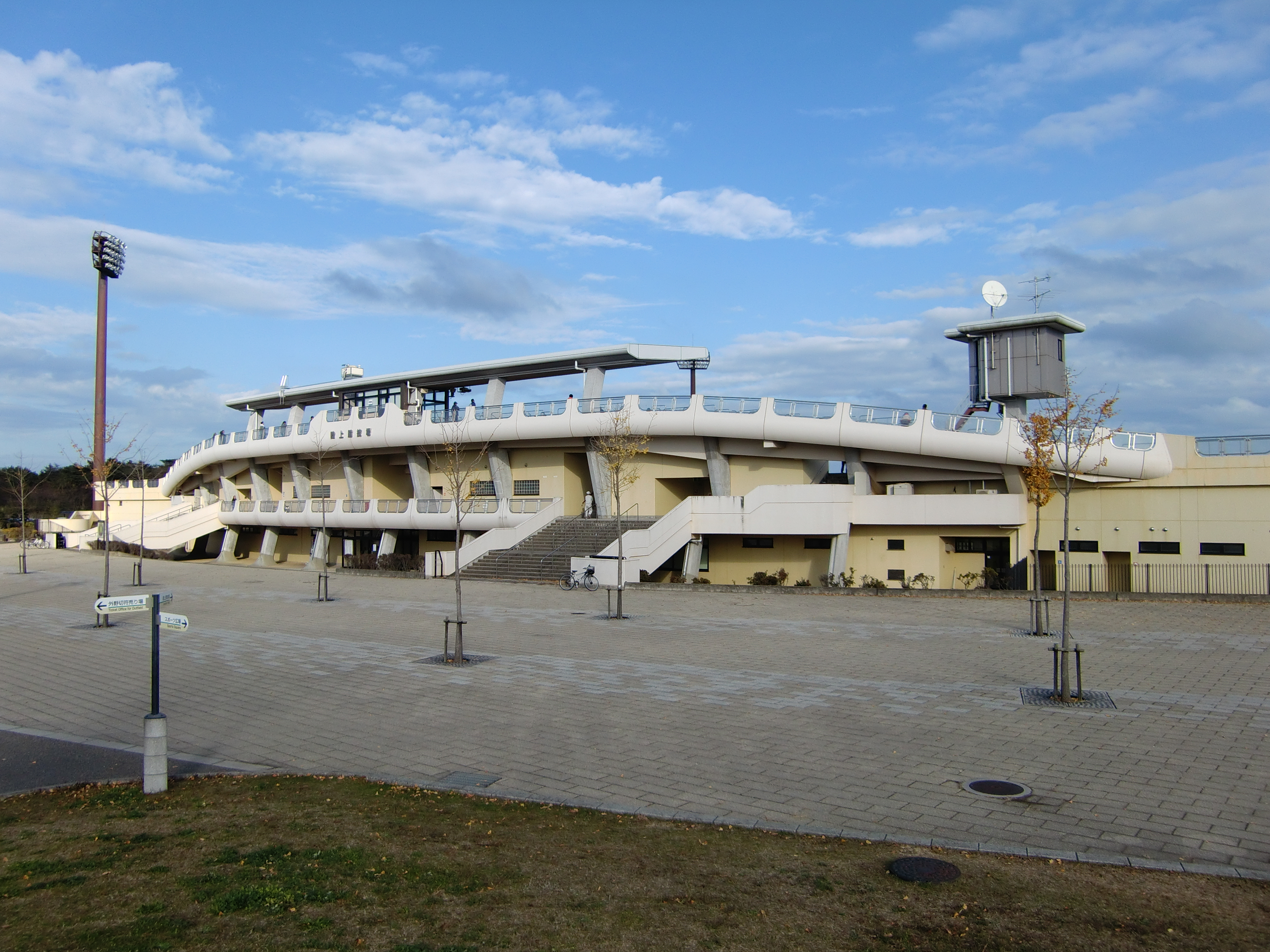

류쓰케이자이 대학 축구부(流通経済大学サッカー部)는 1965년에 창단하였으며, 이바라키현 류가사키시에 위치한 일본의 대학 축구부이다. 류쓰케이자이 대학 축구부는 두 개의 팀을 운영하고 있으며, 한 팀은 대학 리그, 또 다른 팀은 성인 리그에서 활동하고 있다. 2018년 현재 대학팀은 일본 일본 지역 리그의 간토 축구 리그 1부 리그에, 성인팀은 일본 풋볼 리그에 참여하고 있다. JFL에서 활동하는 팀은 류쓰케이자이 드래곤즈라는 명칭을 사용한다. 축구단의 구성원은 모두 류쓰케이자이 대학의 학생들로 구성되어 있다. 팀의 상징색은 회색과 남색이다.

## 역사
류쓰케이자이 대학 축구부는 1965년에 창단하여, 이바라키현 지역 대학 리그에 참가하였고, 해당 리그에서 1998년까지 활동하였다. 1999년 간토 지역 리그 2부 리그로 승격하는 데에 성공하였으나, 2002년 다시 강등되었다.
2004년 일본 대학 축구 협회의 추천을 받아, 전일본 지역 축구 리그 결승 대회에 참가하였다. 이 대회에서 준우승을 차지하였고, 일본 축구 리그 가입 승인을 받았다. 이로써 류쓰케이자이 대학 축구부는 고쿠시칸 대학 SC와 시즈오카 상업 대학 SC 다음으로 세번째로 JFL(일본 축구 리그)에 참가하게 된 대학 축구단이 되었다.
2010년 이후 일본 축구 협회가 모든 대학 팀의 전일본 지역 축구 리그 결승 대회 참가를 막았고, 류쓰케이자이 대학 축구부는 후에 개정이 발생하지 않는 한 가장 마지막에 JFL에서 활동학 대학 축구 구단이 되었다. 이미 JFL에서 활동하고 있던 류쓰케이자이 대학 축구부는 JFL에서 강등되지 않는 한, JFL에서 활동할 수 있도록 허가를 받았다.

## 역대 JFL 성적
2005: 13위

2006: 16위

2007: 10위

2008: 6위

2009: 15위

2010: 18위 (강등)